# بورتينلي
بورتينلي (بالصومالية: Buurtinle)‏ مدينة في محافظة نوجال بولاية بونتلاند شمال شرق الصومال.

## نظرة عامة
مدينة بورتينلي هي مركز مقاطعة بورتينلي، و تقع بين مدينتي جالكعيو وجروي بالقرب من الحدود مع إثيوبيا، تأسست المدينة في أوائل العشرينات من القرن العشرين، حيث استوطنها أوجاس جيلي محمد كنيع من عشيرة أورتبلي، وتنقسم بورتينلي إلى سبع مديريات هي: تينكا طير التي سميت المدينة بها، كنترولكا، بورري، تولو عيسى، حافة العرب، بور كرولي، جودقول ويني
يستوطن مدينة بورتينلي عدد قليل من القبائل الصومالية، أبرزها عشيرة موسى إبراهيم المنحدرة من أورتبلي، وكذلك عشيرة عمر محمود المنحدرة من ماجرتين، وكذلك قبائل أخرى.

## التعليم
تضم مدينة بورتينلي عددا من المؤسسات الأكاديمية، ووفقًا لوزارة التربية والتعليم في بونتلاند فإن في بورتينلي 16 مدرسة ابتدائية بينها هرمود، والإمام الشافعي، ومجعلي وميريسني. إضافة إلى ثانوية بورتينلي، كما تضم فرع جامعة شرق إفريقيا

## الاقتصاد
في مارس 2015 أطلقت وزارة العمل والشباب والرياضة في بونتلاند بالتعاون مع الاتحاد الأوروبي ومنظمة الرؤية العالمية مشروع تمكين نوجال، من أجل حياة أفضل في مقاطعات بورتينلي وجروي ودنجوريو وإيل وغدوبجيران في بونتلاند، وتصل تكلفة المبادرة التي مدتها ثلاث سنوات إلى 3 ملايين يورو، وهي جزء من صفقة جديدة في الصومال، تهدف إلى دعم القطاع الاقتصادي الإقليمي من خلال دعم الأعمال، والتدريب وبرامج التعليم غير الرسمية، وورش عمل توعية مجتمعية، والتوجيه والاتصالات.

## روابط خارجية
- بورتينلي
- بور تينلي